# 폴렌타
폴렌타(이탈리아어: polenta)는 거칠게 간 옥수수가루인 콘밀을 쑤어 만든 음식이다. 이탈리아 북·중부에서 유래했으며, 신대륙 작물인 옥수수가 도입되기 전에는 밀이나 호밀, 메밀 등으로 만들어졌다. 동남유럽과 중앙유럽, 라틴아메리카에 이르기까지 여러 지역에서 즐겨 먹는 음식이며, 이탈리아의 국민 음식 가운데 하나로 여겨진다.

## 이름
이탈리아어 "폴렌타(polenta)"는 보리쌀이나 다른 알곡을 찧은 가루를 일컫는 라틴어 명사 "폴렌타(polenta)"에서 유래했으며, 어원은 "고운 가루"를 뜻하는 라틴어 "폴렌(pollen)" 또는 고대 그리스어 "팔레(πᾰ́λη)"일 것으로 추정된다.

## 만들기
이탈리아 북부의 폴렌타는 단단하고, 남부로 내려갈수록 묽어진다. 전통적으로는 "파이올로(paiolo)"라 불리는 큰 구리 솥에 물을 부어 끓이다가, 콘밀을 넣고 나무 막대기로 저으며 끓이는데, 콘밀이 익는 데 수십 분에서 수 시간이 걸리기도 한다. 현대에는 이미 익혀 나와서 물에 풀어 몇 분만 조리하면 되는 인스턴트 폴렌타 제품도 흔히 볼 수 있다. 버터와 치즈를 넣어 만들기도 한다.

## 사진

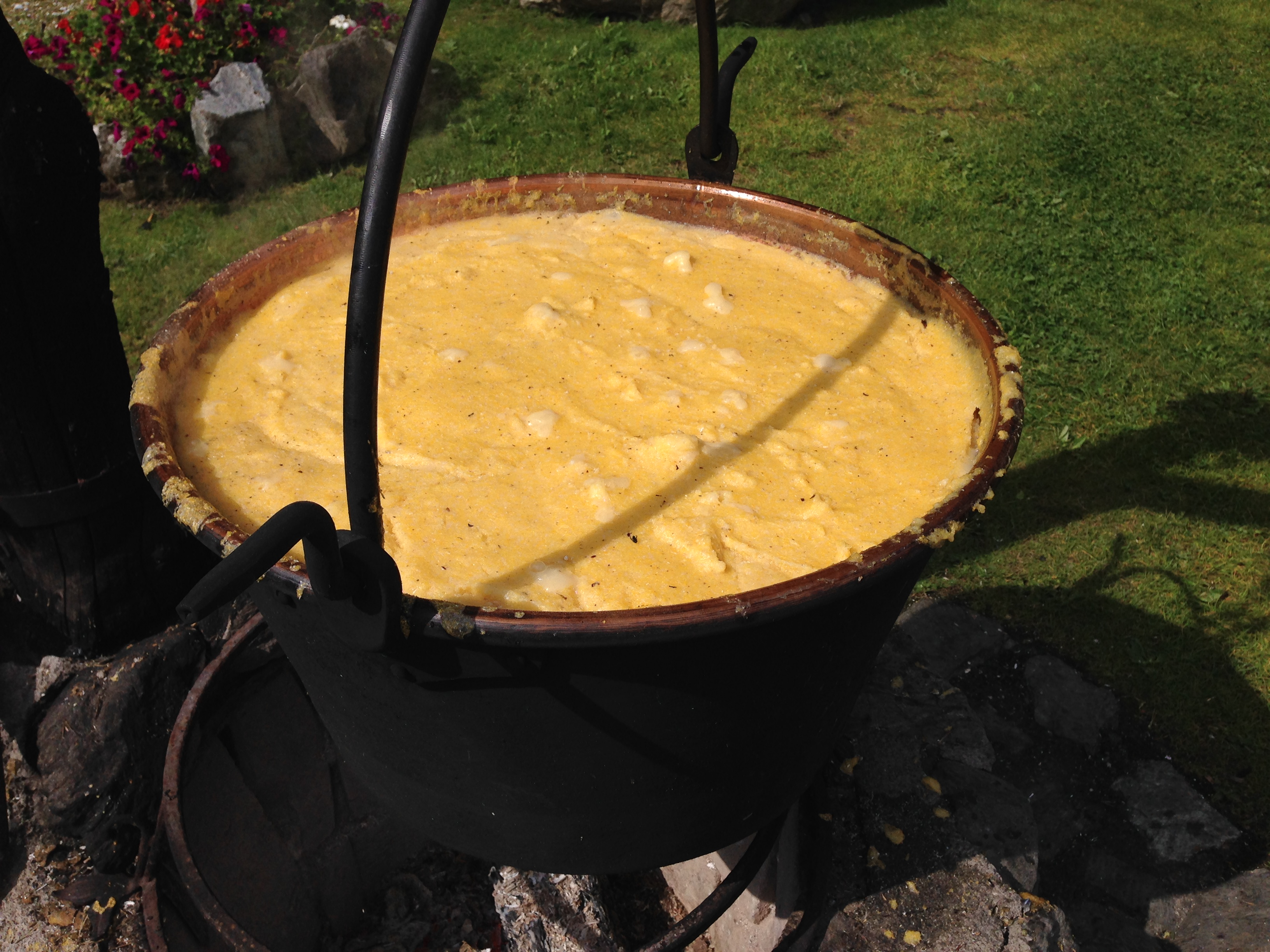
파이올로에 담긴 폴렌타
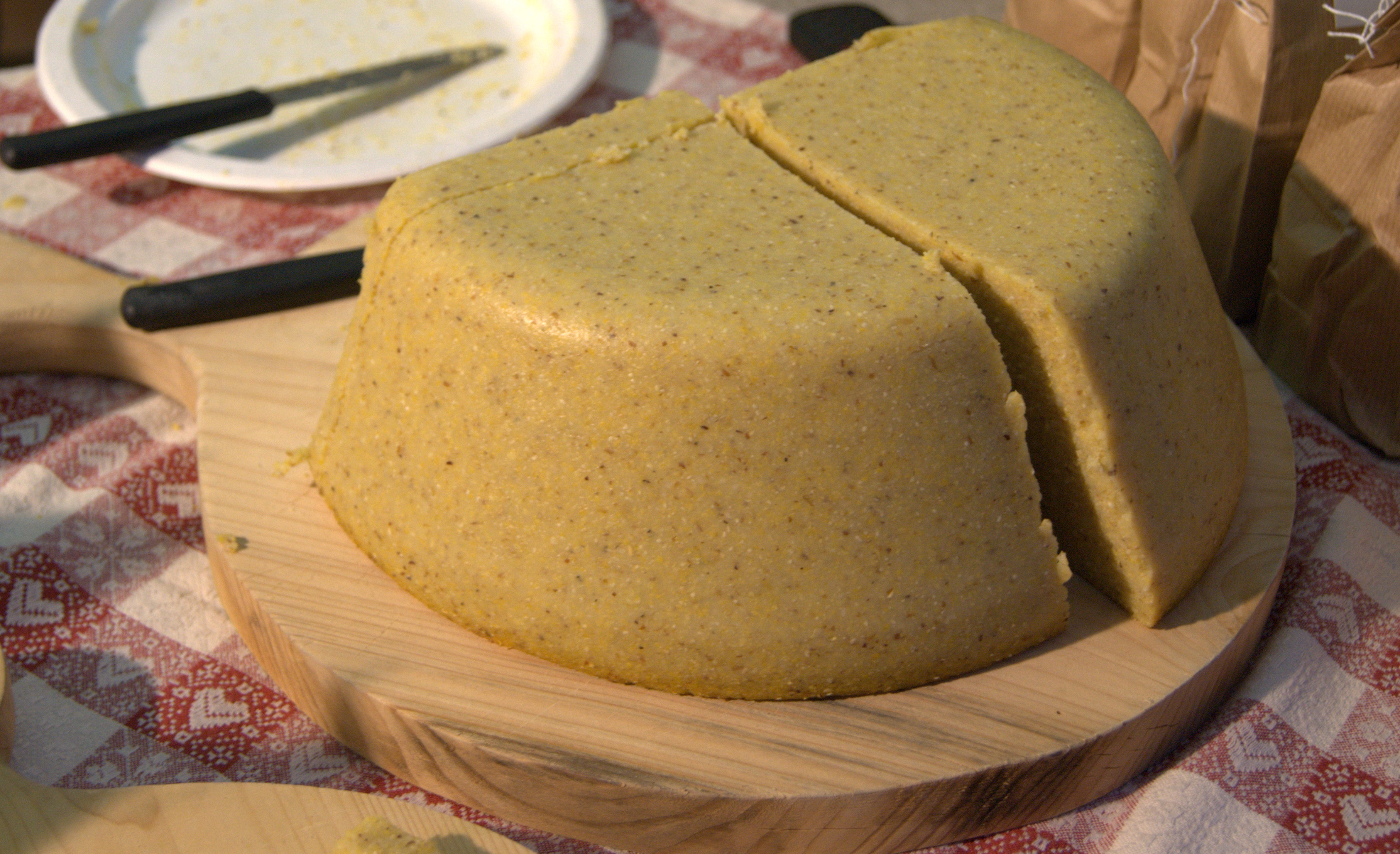
폴렌타
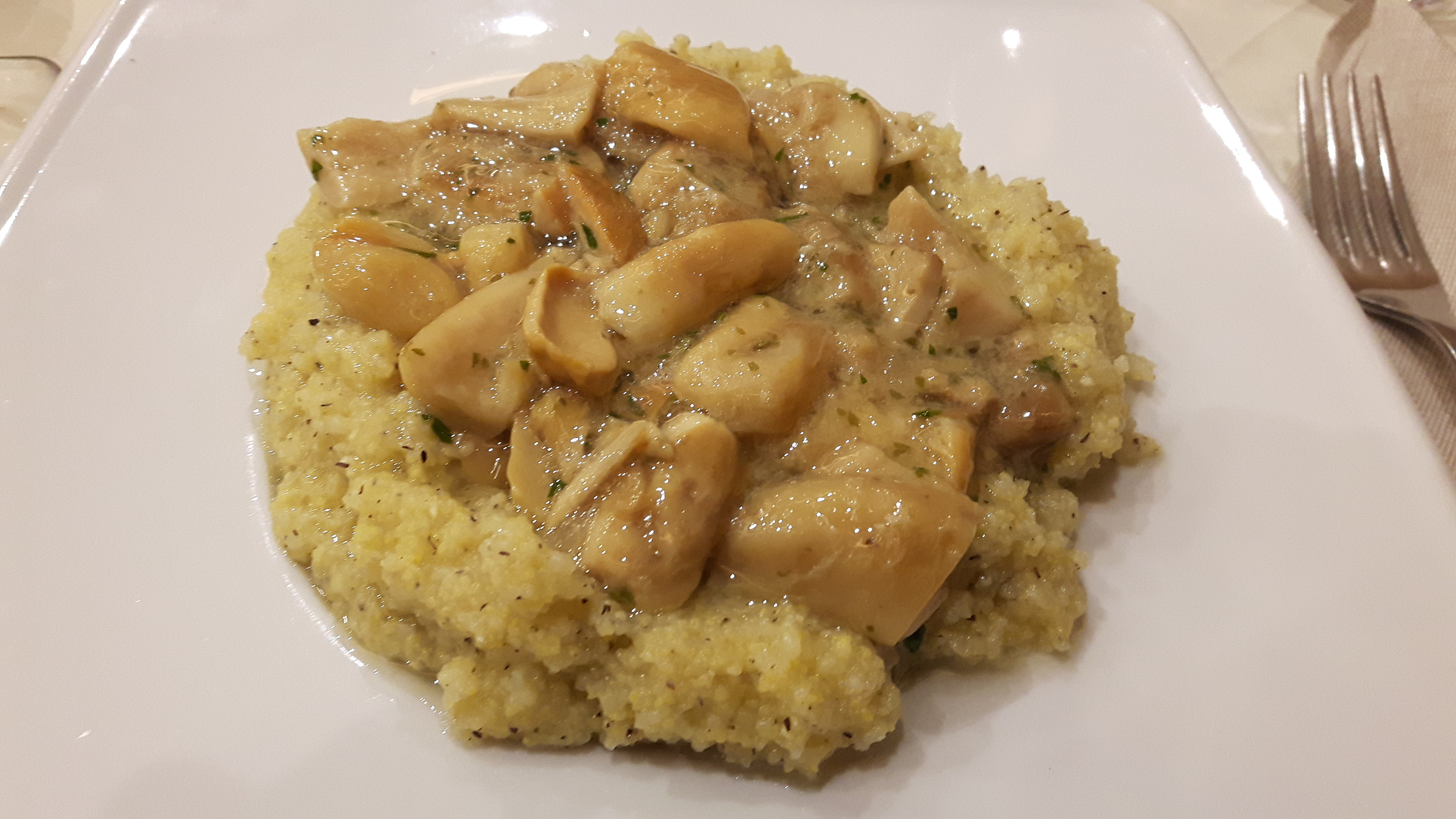
버섯을 올린 폴렌타
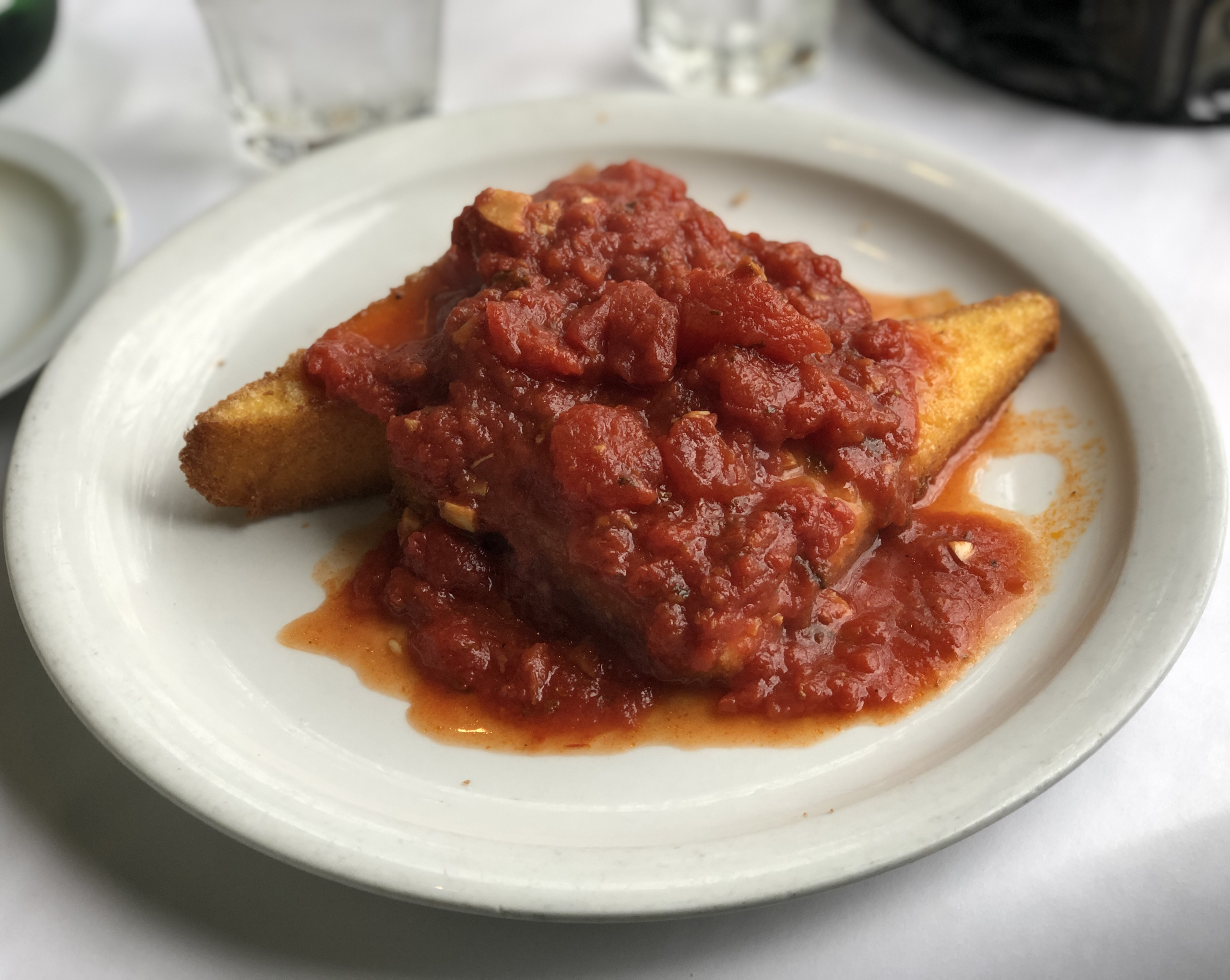
마리나라를 올린 튀긴 폴렌타
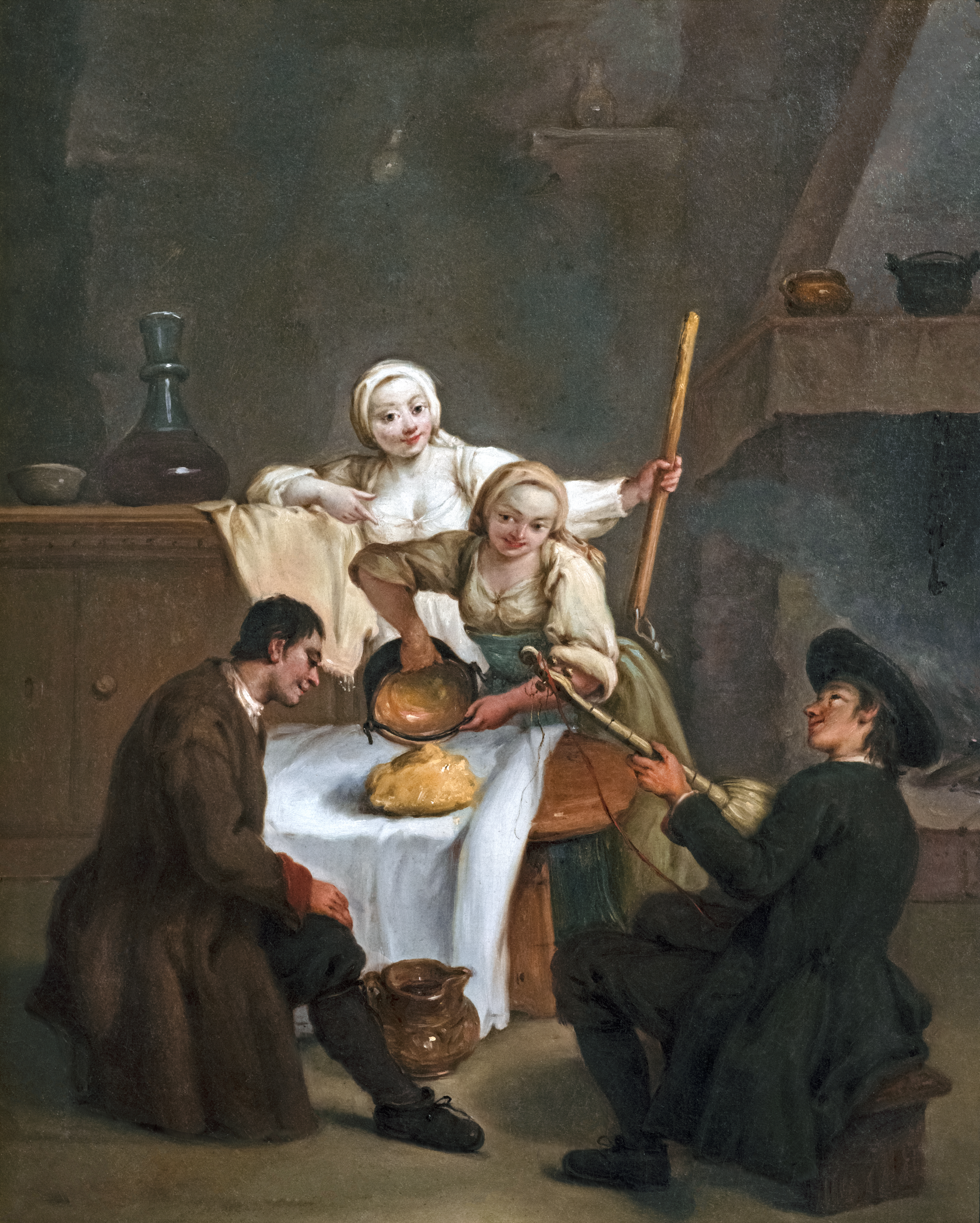
피에트로 롱기의 1740년 그림 〈라 폴렌타〉

## 같이 보기
- 머멀리거
- 상기토
- 주간치
- 카차마크
- 피랑